# موريس ريتشارد (سياسي)
موريس ريتشارد هو سياسي كندي، ولد في 22 سبتمبر 1946 في كندا. حزبياً، نشط في حزب كيبيك الليبرالي. وقد انتخب عضو الجمعية الوطنية في كيبك ‏.